# Rufí (poeta)
Rufí (en llatí Rufinus) va ser un poeta grec (tot i el seu nom romà), autor de trenta-vuit epigrames inclosos a l'Antologia grega i probablement d'un altre que figura a l'Antologia de Planudes sota el nom de Rufius Domesticus, que si no és el mateix resulta totalment desconegut.
De la seva biografia personal no es coneix res. Se sap que l'autor era romà d'Orient i els seus versos, per la seva temàtica amatòria lleugera, tenen força similitud amb els d'Agàcies, Pau el Silenciari, Macedoni de Tessalònica i alguns altres, però és insuficient per assignar-li una època.
Amb el nom de Rufí es coneixen algunes persones més. Rufí de Xipre, un filòsof peripatètic mencionat per Llucià. Rufí de Naucratis, un fill il·legítim d'Apol·loni de Naucratis. Rufí, pretor a Esmirna sota Septimi Sever i Caracal·la.